# Esanitrobenzene
L'esanitrobenzene è un composto chimico con proprietà esplosive. Si ottiene dall'ossidazione del triamminotrinitrobenzene. Ha una velocità di detonazione superiore a 9000 m/s.